# Oyiradai
A Lỗ Đài Hãn (Oyiradai) (mất năm 1425) là một Khả hãn nhà Bắc Nguyên ở Mông Cổ. Oyiradai lên ngôi Đại hãn vào năm 1415 với sự ủng hộ của người Oirat sau khi Delbeg Khan (Đáp Lý Ba Hãn) bị giết tại miền đông Mông Cổ trong cuộc hỗn chiến với phe của Adai Khan (A Đài Hãn) hoặc đã tử trận trong cuộc chiến với nhà Minh cùng năm. Việc ông lên ngôi có nghĩa là hợp pháp hóa luật lệ của người Oirat vì ông là hậu duệ trực tiếp của A Lý Bất Ca. Triều đại của Oyiradai chỉ bao trùm phía tây Mông Cổ nhưng tầm ảnh hưởng đã được mở rộng vào cuối đời của ông: trong thời gian cai trị của ông, với sự giúp đỡ từ nhà Minh ở Trung Quốc, phía tây Mông Cổ do tướng Toghan đứng đầu đã phát động hai chiến dịch quân sự quan trọng vào năm 1422 và 1423 chống lại gia tộc Arughtai và Adai Khan, và cả hai đều đem đến chiến thắng cho người Oirat.
Sau cái chết của Oyiradai Khan, năm 1425, do xảy ra cuộc xung đột giữa các tộc Oirat và miền tây Mông Cổ đã khiến ngai vàng của khả hãn tạm thời bị bỏ trống trong vài năm, và mãi đến năm 1433, người Oirat mới chính thức trao ngai vàng cho Taisun Khan (Toghtoa Bukha). Trong khi đó, ở phía đông, đối thủ của người Oirat, các bộ lạc miền đông Mông Cổ tuyên bố Adai Khan là Đại hãn của họ năm 1425, cuối cùng dẫn đến một nửa thập kỷ tồn tại đồng thời hai Khả hãn được ủng hộ bởi các bộ lạc Mông Cổ đối địch nhau.